# نوسا لاوت
نوسا لاوت هي أصغر جزيرة مأهولة في مجموعة جزر ليست شرق جزيرة أمبون في مقاطعة مالوكو إندونيسيا.
ويقع قبالة الزاوية الجنوبية الغربية من جزيرة ساباروا ويفصلها عن هذه الجزيرة طريق قناة عميقة. الجزيرة والسواحل مغطاة بالشعب المرجانية.
يعيش في نوسا لاوت 14000 نسمة يتوزعون على سبع قرى هي «لينيتو، وسيلا، ونالاهيا وأميث» في شمال الجزيرة، «وتيتاواي، وأبوبو، وأكون» في جنوب الجزيرة. وهم يتكلمون لغة محلية تُسمى باسم الجزيرة لغة نوسا لاوت، وكذلك الإندونيسية وأمبونيسي الملايو.
جميع سكان نوسا لاوت من المسيحيين واستطاعوا الصمود خلال اضطرابات 1999-2000 التي عانت منها بقية المنطقة. لا زالت قراها تحتفظ بالطراز الاستعماري في المنازل والكنائس، واثنتان منها تنافس على لقب أقدم كنيسة في مالوكو. وهناك أيضا حصن قديم -هو حصن شركة الهند الهولندية الشرقية فورت بيفيرويك-!.
يأتي الزوار إلى الجزيرة بشواطئها إلى الغوص الشعاب المرجانية من أميث - وهي معروفة بأنها واحدة من أفضل مواقع الغوص في جزر ليست.

## وصلات خارجية
- خريطة قديمة لجزر مانيبا وهاروكو وساباروا ونوسا لاوت